# Маргань
Маргань (словац. Marhaň) — село в Словаччині, Бардіївському окрузі Пряшівського краю. Розташоване в північно-східній частині Словаччини між Бардієвом та Ґіралтовцями.
Вперше згадується у 1277 році.
В селі є протестантський костел з 1811—1821 року.

## Географія
Протікає Валковський потік.

## Населення
| Рік:            | 1994. | 2004.   | 2014.   | 2024.   |
| --------------- | ----- | ------- | ------- | ------- |
| Кількість осіб: | 885   | 938     | 965     | 955     |
| Різниця:        |       | +5,98 % | +2,87 % | -1,03 % |

| Рік:            | 2023. | 2024.   |
| --------------- | ----- | ------- |
| Кількість осіб: | 951   | 955     |
| Різниця:        |       | +0,42 % |

В селі проживає 985 осіб.
Національний склад населення (за даними останнього перепису населення — 2001 року):
- словаки — 89,82 %
- цигани — 9,85 %
- русини — 0,11 %
- чехи — 0,11 %

Склад населення за приналежністю до релігії станом на 2001 рік:
- римо-католики — 79,54 %,
- протестанти — 16,81 %,
- греко-католики — 3,21 %,
- не вважають себе віруючими або не належать до жодної вищезгаданої церкви — 0,44 %